# Eriopus lorifolius
Eriopus lorifolius är en bladmossart som beskrevs av Jean Édouard Gabriel Narcisse Paris 1900. Eriopus lorifolius ingår i släktet Eriopus och familjen Hookeriaceae. Inga underarter finns listade i Catalogue of Life.